# Idlewild (groupe)
Pour les articles homonymes, voir Idlewild.
Idlewild est un groupe de rock britannique, originaire d'Édimbourg, en Écosse. Il est formé en décembre 1995 par Roddy Woomble (chant), Rod Jones (guitare), Phil Scanlon (basse), et Colin Newton (percussions).

## Biographie

### Formation et débuts (1995–1998)
À son origine, leur son correspondait bien aux conventions du rock anglais des années 1990, mais à l'inverse d'une grande partie de leurs contemporains, il a évolué au travers du temps, passant d'un son carré, dérivé du post-hardcore, comme on peut l'entendre dans leur premier album, à un  registre différent, une sorte de rock mélodique, dont un bon exemple est l'album The Remote Part. On considère Idlewild comme un groupe de rock indépendant, original et ne correspondant à aucun courant spécifique, mais il est clair que leur son a été influencé par des groupes britpop comme Blur et R.E.M., ainsi que le rock grunge de Nirvana.
Idlewild joue son premier concert le 16 janvier 1996, au Subway Club à Édimbourg, en Écosse, devant des amis. En mai 1996, le groupe a déjà écrit 20 morceaux qu'ils enregistreront aux Split Level Studios. Phil Scanlon décide de partir en février 1997 pour se concentrer sur ses études. Woomble demandera à Bob Fairfoull de le remplacer. Leur premier single, Queen of the Troubled Teens est publié le 17 mars 1997. En plus de Self Healer, Satan Polaroid et A Film for the Future, la chanso nest comprise dans l'émission XS de Jeff Cooper sur Hallam FM. Elle sera aussi promue par le DJ de la BBC Radio Scotland, Peter Easton, et celui de la Radio One Steve Lamacq. En octobre 1997, le groupe passe six jours en studio avec le producteur Paul Tipler à South London. Il en résulte un premier album, Captain.
1998 marque l'intérêt du public pour Idlewild, qui accède à la première tournée du groupe aux côtés du groupe Midget. La sortie de Captain, le 18 janvier, est bien accueillie par les critiques dont le NME, le Melody Maker et Kerrang!. Puis, en février, ils partent réenregistrer leur premier album pour le label Food Records. Deux singles sont publiés avant la sortie de A Film for the Future et Everyone Says You're So Fragile.

### 100 Broken Windows(1999–2001)
Idlewild revient à Édimbourg en 1999 pour enregistrer de nouveaux morceaux et contacter l'ingénieur-son Bob Weston, de Chicago, qui enregistrera six morceaux pour eux à Londres. En été, Idlewild est invité à jouer en ouverture pour le parlement écossais. Le groupe revient en studio avec le producteur Dave Eringa et enregistre Little Discourage et Roseability dans leurs premières sessions. Ils enregistrent leur deuxième album, 100 Broken Windows. Le morceau Little Discourage est publié en septembre. Hope Is Important est publié aux États-Unis, puis le groupe part tourner sur la côte Est en son soutien. En 2001, le groupe revient en studio, cette fois avec le producteur Stephen Street, pour enregistrer des morceaux écrits pendant la moitié de l'année 2000.

### Warnings/Promises(2004–2005)
Alors que l'année 2004 débute, Idlewild passe les quatre premiers mois à écrire des morceaux. Le groupe choisit le producteur américain Tony Hoffer et s'envole vers Los Angeles puis passe les trois mois suivants à enregistrer et mixer les morceaux. Ils finissent les sessions en octobre 2004 à New York avec Michael Brauer au mixage audio.
En 2005, ils débutent une série de concerts acoustiques au Royaume-Uni. Le premier single issu de Warnings/Promises, intitulé Love Steals Us from Loneliness, est publié en février et devient le quatrième single du groupe atteignant le top 20. L'album apparait deux mois plus tard. Au Royaume-Uni, le groupe embarque pour une longue tournée. En novembre, le groupe se sépare de leur label Parlophone après avoir rempli ses obligations contractuelles pendant huit ans, partant ainsi sans label. Cependant, malgré les rumeurs de séparation, le groupe décide de regarder l'avenir d'un bon œil,

### Make Another World(2006–2007)

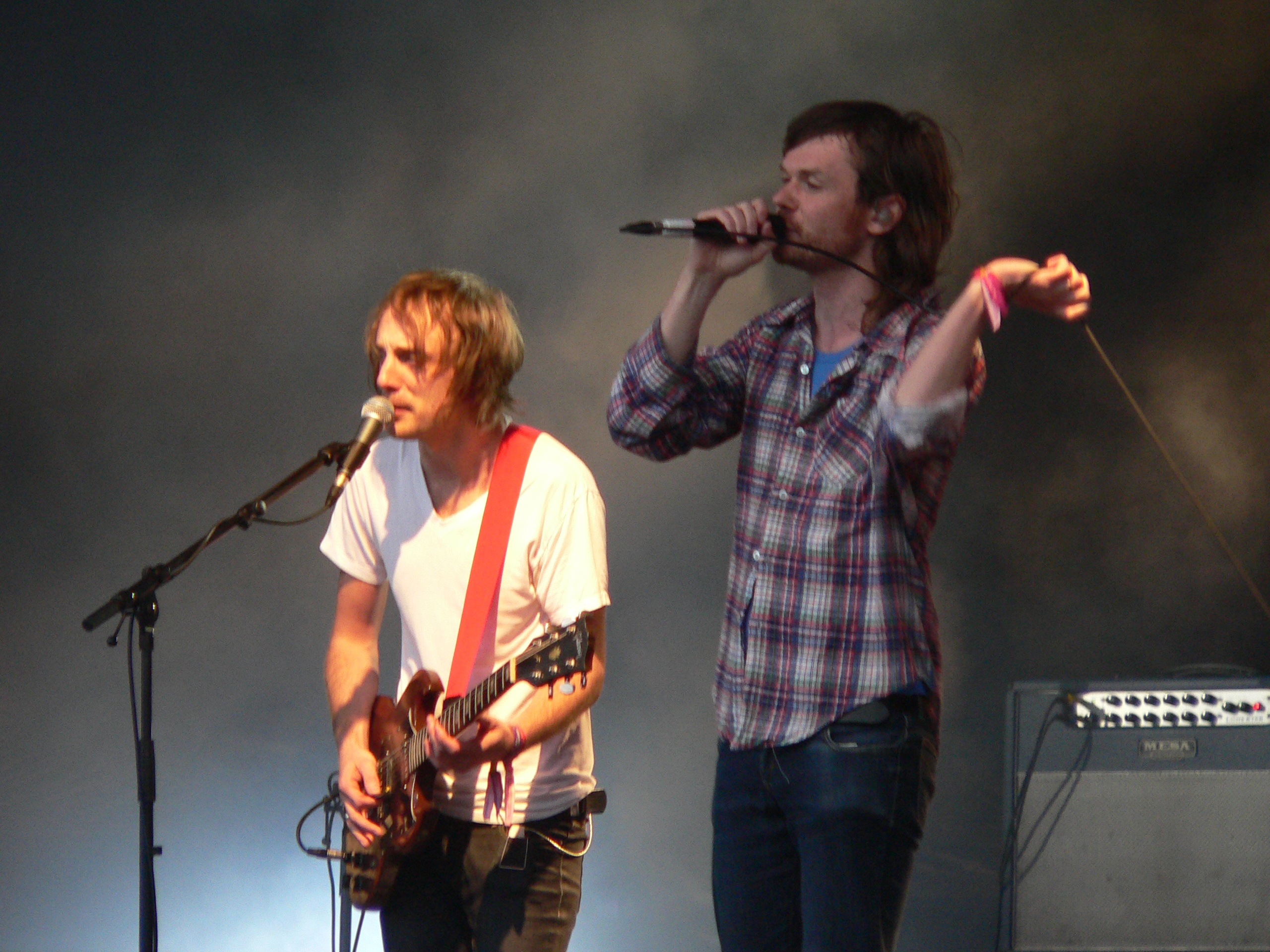
Idlewild jouant à l'Outsider Festival d'Aviemore, le 23 juin 2007.

En juillet 2006, Roddy Woomble publie un album de folk sous son propre nom intitulé My Secret is My Silence. Entretemps, le groupe écrit et enregistre un nouvel album avec le producteur Dave Eringa (100 Broken Windows et The Remote Part) dans leur salle de répétition.
En juillet 2006, Idlewild est annoncé au label Sequel Records, réactivé par Sanctuary.
L'album Make Another World est publié le 5 mars 2007. If It Takes You Home est le premier single qui en est issu et qui est publié en single vinyle. No Emotion est le second single publié ; il atteint la 36e place de l'UK Top 40. A Ghost in the Arcade est le prochain single, publié le 18 juin, uniquement sur Internet. Le 19 mars 2007, lors d'un concert à Aberdeen, pendant la tournée britannique du Make Another World UK Tour', Woomble annonce que le concert est filmé pour un DVD, qui s'accompagnera du best-of Scottish Fiction - Best of 1997-2007). Au Liquid Room, à Édimbourg, Woomble annonce un best-of d'Idlewild pour la fin de l'année à la demande de leur ancien label, Parlophone. Scottish Fiction - Best of 1997-2007 est publié le 1er octobre 2007 chez Parlophone.
Une seconde compilation est aussi publiée, le 29 octobre, A Distant History - Rarities 1997-2007.

### Post Electric Blueset pause (2008–2010)
Le groupe continue de jouer d'autres concerts avant la sortie de son prochain album. Entretemps, Woomble commence à écrire une colonne pour le journal écossais The Sunday Heral et publie un album avec Kris Drever et John McCusker, intitulé Before the Ruin, en septembre 2008.
En décembre 2008, le groupe joue cinq concerts au King Tut's Wah Wah Hu. Roddy Woomble note que le groupe « voulait essayer de jouer tous les morceaux [qu'ils ont] jamais écrits - comme les faces B - ce qui doit faire plus de 100 morceaux. En février 2009, ils annoncent un autre concert similaire au Dingwalls de Camden, Londres. »
Le 9 mai 2009, Roddy confirme la sortie de son journal en ligne intitulé Post Electric Blues. L'album sera joué en intégralité le 19 mai. En 2010, le groupe annonce une pause.

### Everything Ever Written(depuis 2013)
En septembre 2013, des rumeurs de réunion commencent à criculer après la publication d'une photo sur leur page officielle Facebook, confirmant qu'ils rentrent en studio. En janvier 2014, le groupe révèle de nouveaux morceaux et deux concerts, dont un à Musicport.
Le groupe annonce un septième album, Everything Ever Written, le 3 novembre 2014 à l'émission de Steve Lamacq sur BBC 6 Music, jouant le single Collect Yourself.

## Membres

### Membres actuels
- Roddy Woomble - chant (1995–2010, depuis 2013)
- Rod Jones - guitare (1995–2010, depuis 2013)
- Colin Newton - percussions (1995–2010, depuis 2013)
- Andrew Mitchell - basse, guitare, chœurs (depuis 2014)
- Lucci Rossi - claviers, chœurs (depuis 2014)

### Anciens membres
- Gavin Fox - basse (2003-2005)
- Alex Grant - basse (2002)
- Bob Fairfoull - basse (1997-2002)
- Jeremy Mill] - guitare (1999-2001)
- Phil Scanlon - basse (1995-1997)
- Allan Stewart - guitare (2001–2010)
- Gareth Russell - basse (2006–2010)

## Discographie

### Albums studio
- 1998 - Captain
- 1998 - Hope Is Important
- 2000 - 100 Broken Windows
- 2002 - The Remote Part
- 2005 - Warnings/Promises
- 2007 - Make Another World
- 2009 - Post Electric Blues
- 2015 - Everything Ever Writting
- 2019 - Interview Music
- 2025 - Idlewild

### Compilations et live
- 2007 - Scottish Fiction: Best of 1997-2007
- 2007 - A Distant History: Rarities 1997-2007 (recueil de faces B vieux singles et de reprises, sorti uniquement en version numérique à télécharger)
- 2016 - Live In 2015

### Singles
| Année / Mois   | Titre                           | UK Singles Chart | Album               |
| -------------- | ------------------------------- | ---------------- | ------------------- |
| Mai 1997       | Queen of the Troubled Teens     | -                | -                   |
| Décembre 1997  | Chandelier                      | -                | -                   |
| Février 1998   | Satan Polaroid                  | -                | Captain             |
| Avril 1998     | A Film for the Future           | 53               | Hope Is Important   |
| Juillet 1998   | Everyone Says You're So Fragile | 47               | Hope Is Important   |
| Octobre 1998   | I'm a Message                   | 41               | Hope Is Important   |
| Février 1999   | When I Argue I See Shapes       | 19               | Hope Is Important   |
| Septembre 1999 | Little Discourage               | 24               | 100 Broken Windows  |
| Mars 2000      | Actually It's Darkness          | 23               | 100 Broken Windows  |
| Juin 2000      | These Wooden Ideas              | 32               | 100 Broken Windows  |
| Octobre 2000   | Roseability                     | 38               | 100 Broken Windows  |
| Avril 2002     | You Held the World in Your Arms | 9                | The Remote Part     |
| Juin 2002      | American English                | 15               | The Remote Part     |
| Octobre 2002   | Live in a Hiding Place          | 26               | The Remote Part     |
| Février 2003   | A Modern Way of Letting Go      | 28               | The Remote Part     |
| Février 2005   | Love Steals Us from Loneliness  | 16               | Warnings/Promises   |
| Mai 2005       | I Understand It                 | 32               | Warnings/Promises   |
| Juillet 2005   | El Capitan                      | 39               | Warnings/Promises   |
| Janvier 2006   | As if I Hadn't Slept            | (annulé)         | Warnings/Promises   |
| Décembre 2006  | If It Takes You Home            | -                | Make Another World' |
| Février 2007   | No Emotion                      |                  | Make Another World' |
| 2007           | A Ghost In The Arcade           | -                | Make Another World' |